# Technika form alternatywnych
Technika form alternatywnych (ang. alternate forms) – używana w psychometrii procedura pomiaru rzetelności testu psychologicznego. Technika ta polega na porównywaniu wyników uzyskanych za pomocą dwóch testów równoległych, a więc testów mierzących to samo, ale za pomocą innych pozycji testowych.
Technika form alternatywnych jest podobna do dwóch pozostałych procedur pomiaru rzetelności testu, a więc metody połówkowej oraz metody testu powtórnego. To, do której z nich jest ona bardziej zbliżona, zależy od czasu jaki minie pomiędzy pierwszym i drugim badaniem. Im mniej czasu upłynie, tym bardziej otrzymany współczynnik korelacji między wynikami pierwszego i drugiego testu staje się współczynnikiem zgodności wewnętrznej. Im więcej czasu upłynie, tym bardziej otrzymany wynik korelacji między wynikami staje się metodą testu powtórnego. Mocną stroną techniki form alternatywnych jest to, że dostarcza ona zarówno wskaźnika równoważności treści (tak jak w metodzie połówkowej) oraz wskaźnika stałości (powtarzalności) wykonania (tak jak w metodzie testu powtórnego).